# Une araignée appelée à régner
Une araignée appelée à régner (titre original : The Mystery of the Silver Spider) est un roman américain écrit par Robert Arthur, Jr. et paru en 1967 aux États-Unis. Il fait partie de la série policière pour adolescents Les Trois Jeunes Détectives.
Traduit par Claude Voilier, avec des illustrations de Jacques Poirier, il est paru une première fois en France en 1972 et en 1974, puis en 1998 dans le cadre d'une réédition.
La rédaction du roman fut attribuée à Alfred Hitchcock pour des motifs publicitaires et de marketing dans les éditions de 1967 à 1980,,.

## Résumé
Alors que « les trois jeunes détectives » (Hannibal, Peter et Bob) se rendent à Disneyland, ils ont un accident avec une Rolls dans laquelle se trouve le prince Djaro, originaire de Varanie (pays fictif d'Europe centrale). Ce garçon de leur âge devient aussitôt leur ami. Apprenant qu'ils sont détectives, il leur propose de venir dans son pays car son couronnement va bientôt avoir lieu et il craint un complot du régent qui exerce actuellement le pouvoir, le duc Stéfan. Il leur explique aussi que le symbole du pays est l'Araignée d'argent. C'est en souvenir du prince Paul qui, en 1675, s'était, pour échapper aux ennemis du Trône, caché dans une tour qui était demeurée inaccessible grâce à des toiles d'araignées bouchant sa porte. Depuis cette date, l'Araignée d'argent doit impérativement être portée par tout nouveau monarque lors de son sacre.
Quelques jours plus tard, les trois jeunes reçoivent une visite de Robert Young, qui travaille pour une agence de renseignement américaine. Il leur explique que l'on craint des troubles peu avant le couronnement, et même un coup d’État. Les trois adolescents accepteraient-ils de se rendre en Varanie afin de protéger le prince Djaro et de rechercher toute information utile ? Bien sûr, les frais de voyage seraient payés par l’État américain. Hannibal, Peter et Bob acceptent avec joie ces vacances inattendues.
Ils prennent l'avion et vont donc en Varanie. Ils sont accueillis avec chaleur par le prince Djaro, qui met à leur disposition une chambre à coucher située dans le palais ainsi qu'un véhicule et un conducteur en qui il a toute confiance. Lors de leur première sortie, le conducteur leur apprend qu'ils sont suivis. Les adolescents profitent d'un arrêt au parc pour se reposer. Ils sont accostés par un homme et une femme, avec qui ils discutent. Grâce à un stratagème improvisé (enregistrement de la conversation des deux personnes rencontrées), ils découvrent qu'il existe un complot visant à déposséder le prince Djaro de ses pouvoirs, de faire accéder au pouvoir le duc Stéfan, et que celui-ci va promulguer une loi d'amnistie permettant à tous les malfrats de la Terre, moyennant finances, de venir se réfugier en Varanie. De plus, la Varanie va devenir une plaque tournante du jeu d'argent en Europe, devenant une sorte de "Las Vegas" européen.
Lorsque les trois détectives retournent à leur chambre dans le palais. Hannibal découvre dans le tiroir d'une commode l'Araignée en argent, symbole de la royauté. Il n'a pas le temps de beaucoup réfléchir : les gardes toquent à la porte. Hannibal comprend qu'il s'agit d'un coup monté, et qu'ils vont être accusés d'espionnage et de sabotage. Le prince Djaro risque d'être impliqué malgré lui. C'est la catastrophe ! Les trois jeunes gens fuient par la fenêtre, mais Bob, chargé par Hannibal de cacher l'Araignée, se cogne la tête. Les trois adolescents s'enfuient donc par la fenêtre et empruntent une corniche. Ils sont aidés dans leur évasion par deux jeunes Varaniens. Plus tard, lorsqu'ils sont enfin sains et saufs, réfugiés dans un donjon abandonné, ils font le point : d'une part ils apprennent que les deux Varaniens font partie d'un groupe qui s'appelle "Les Ménestrels", opposés à la politique du régent Stéfan ; d'autre part, que Bob, durant la fuite, a perdu l'Araignée en argent. Or Bob, en raison du coup reçu à la tête, ne se souvient plus s'il a laissé l'Araignée dans la chambre, en tenant de la cacher, ou s'il l'a perdue lors de la fuite !

## Remarques
- C'est la première et la seule enquête des Trois Jeunes Détectives qui se déroule en dehors des États-Unis.
- Le pays inventé par l'auteur (la Varanie) existe également chez Enid Blyton dans sa série Mystères (en) (Le Mystère de la forêt bleue ; Le Mystère du donjon noir).
- On voit également dans ce roman un gadget utilisé par Hannibal Jones et remis par Robert Young : un appareil photo doublé d'un talkie-walkie.